# Szpiglasowa Czuba
Die Szpiglasowa Czuba (slowakisch Malý Hrubý štít) ist ein Berg an der polnisch-slowakischen Grenze in der Hohen Tatra mit 2160 m. ü.N.N. im Massiv der Szpiglasowa Grań.

## Lage und Umgebung
Die Staatsgrenze verläuft über den Hauptgrat der Tatra, auf dem sich die Szpiglasowa Czuba befindet. Unterhalb des Gipfels liegen zwei Täler, die Dolina za Mnichem als Seitental des Tals Dolina Rybiego Potoku im Norden und die Temnosmrečinská dolina im Süden. 
Vom Gipfel der Szpiglasowy Wierch im Osten wird die Szpiglasowa Czuba durch den Bergpass Wyżnie Szpiglasowe Wrótki getrennt, von dem westlich gelegenen Gipfel Szpiglasowy Ząb durch den Bergpass Pośrednie Szpiglasowe Wrótki.

## Etymologie
Der polnische Name Szpiglasowa Czuba kommt von dem nahe gelegenen Gipfel Szpiglasowy Wierch und dieser leitet sich von dem deutschen Wort Spißglas ab, das wiederum auf das in seiner Nähe einst abgebaute Stibnit zurückzuführen ist.

## Flora und Fauna
Trotz ihrer Höhe besitzt die Szpiglasowa Czuba eine bunte Flora und Fauna. Es treten zahlreiche Pflanzenarten auf, insbesondere hochalpine Blumen und Gräser. Neben Insekten und Weichtieren sowie Raubvögeln besuchen auch Murmeltiere und Gämsen den Gipfel.

## Besteigungen
Erstbesteigungen:
- Janusz Mączka am 27. Juli 1966

## Tourismus
Auf die Szpiglasowa Czuba führt derzeit kein markierter Wanderweg. Der Kammweg, der ebenfalls über ihren Gipfel verlief, ist aufgrund zahlreicher Unfälle geschlossen worden.

### Routen zum Gipfel
Der gelb markierte Wanderweg Ceprostrada auf den Szpiglasowy Wierch in ihrer Nähe führt über den Bergpass Szpiglasowa Przełęcz. Als Ausgangspunkt für diesen eignen sich die Berghütten Schronisko PTTK nad Morskim Okiem sowie Schronisko PTTK w Dolinie Pięciu Stawów Polskich.

## Belege
- Zofia Radwańska-Paryska, Witold Henryk Paryski, Wielka encyklopedia tatrzańska, Poronin, Wyd. Górskie, 2004, ISBN 83-7104-009-1.
- Tatry Wysokie słowackie i polskie. Mapa turystyczna 1:25.000, Warszawa, 2005/06, Polkart ISBN 83-87873-26-8.